# Lochabstand
Mit Lochabstand wird in der Filmtechnik das Maß des allgemeinen Abstandes zwischen zwei benachbarten Löchern in einer Lochreihe der Filmperforation (Filmlochung) bezeichnet. Der Lochabstand kann im Besonderen vom allgemeinen abweichen, was der Vorgehensweise beim Perforieren (Lochstanzen) entspringt. Kinefilm wird hauptsächlich intermittierend perforiert, das heißt abgesetzt in Lochgruppen. Beim Normalfilm umfasst eine Lochgruppe vier Lochpaare oder acht einzelne Löcher, bei Breitfilm 65 mm und 70 mm sind es fünf Lochpaare.
Es liegt auf der Hand, dass der Lochabstand innerhalb einer Lochgruppe genauer eingehalten werden kann als von Gruppe zu Gruppe. So genannte Lochgruppenmarken sind außer Gebrauch geraten. Das sind kurze Tintenstriche zwischen den Lochgruppen, durch die Perforiermaschine auf dem Filmrand oder auf dem Lochsteg angebracht. Beim Einspannen des Rohfilms in die Kamera konnte der Techniker dafür sorgen, dass jeweils die Lochgruppe von den Positionierorganen, Sperrstifte etwa, erfasst wird, welche unmittelbar beim Bildfenster liegt. Der Abstandfehler zwischen den Lochgruppen ist im Mittel um den Faktor 1,6 größer als der Fehler innerhalb einer solchen.
Die Bildstandkette ist geschlossen, wenn diese Verknüpfung Bild-Lochgruppe auch beim Kopieren und bei der Projektion eingehalten wird.
16-mm-Schmalfilm wird meistens mit Lochgruppen zu Dreien oder Vieren perforiert.
Lochabstand ist nicht zu verwechseln mit Positionierabstand. Siehe auch Nomenklatur der engsten Filmtechnik.

## Warum zwei Maße für den Lochabstand?
Bei den beruflich genutzten Filmformaten gibt es mit vollem Lochabstand perforiertes Material und verkürzt perforiertes. Der Hintergrund dafür ist wirtschaftlicher Druck, weil mit Zahnkranz- oder Schlitzkopiermaschinen schneller kopiert werden kann als mit Schrittkopiermaschinen.
Das Ausgangsmaterial läuft Schicht außen über einen Zahnkranz von einem Filmfuß Umfang. Der Rohfilm liegt Schicht innen obenauf. Damit beide Streifen möglichst wie ein Körper bewegt werden können, muss ein Unterschied im Lochabstand bestehen. Celluloid-Film unterliegt beim Trocknen nach der Entwicklung einer Schrumpfung von rund 2 ‰. Zusammen mit geringer Schrumpfung während der Lagerung resultieren etwa 3 ‰ Verkürzung, was dem gewünschten Unterschied entspricht. Cellulosetriacetat- und Polyesterfilm schrumpfen viel weniger bzw. gar nicht. Deshalb ist mit der Einführung dieser Sicherheitsfilme ein neues Maß für den Lochabstand nötig geworden. Beim Normalfilm gibt es die Angaben 1870 und 1866, was 0.1870" und 0.1866" (Zoll) bedeutet, entsprechend 4,750 und 4,740 Millimeter. Auch Schmalfilmmaterialien liegen mit unterschiedlichen Lochabständen vor.